# Афроевроазија
Афроевроазија (Африка-Евроазија или Афро-Евроазија) јест суперконтинент и највећа копнена маса на свету на којој живи 85% укупног становништва. Обично се дели на континенте Африку и Евроазију (која је културно, али не и географски, подељена на Европу и Азију), а границу између њих чини Суецки канал. Историчари из школе културног материјализма деле је према различитим пољопривредним системима на Евроазију-Северну Африку и Подсахарску Африку.
Неки географи и историчари велику копнену масу Африке-Евроазије називају и Евроафроазија или Афроазија (занемаривши европско полуострво), иако ти термини никада нису ушли у општу употребу.
Стари свет укључује Африку-Евроазију и околна острва:
- Евроазија
  - Европа
  - Западна Азија
  - Јужна Азија
  - Средња Азија
  - Југоисточна Азија
  - Источна Азија
  - Северна Азија
- Африка
  - Северна Африка (понекад постављена у горњи попис)
  - Западна Африка
  - Средња Африка
  - Источна Африка
  - Јужна Африка